# Diaforita
La diaforita es un mineral de la clase de los sulfuros, con plata, plomo, azufre y antimonio en su composición. Fue descrita como una especie mineral a partir de ejemplares obtenidos en la mina Neue Hoffnung Gottes, Bräunsdorf, Freiberg, Erzgebirge, Sajonia (Alemania) y también en las minas del distrito minero de Příbram, en Bohemia Central, República Checa, de modo que ambas localidades se consideran cotipos. El nombre deriva de la palabra griega diaphoros, distinto, al diferenciarla de la freieslebenita, con la que se había confundido, y con la que comparte yacimientos. Inicialmente se consideró que ambos minerales eran dimorfos, pero los estudios posteriores demostraron que su composición cuantitativa y su estructura eran muy diferentes.

## Propiedades físicas y químicas
La diaforita tiene brillo metálico, aunque a veces se encuentra empañada por alteración superficial. Aparece en forma masiva, como inclusiones en otros sulfuros o como cristales de desarrollo prismático, de morfología compleja y generalmente estriados. Su composición puede alejarse de la fóermula ideal, ya que en la estructura un átomo de plata y otro de antimonio puede susbstituirse por dos de plomo Puede contener también pequeñas cantidades de cobre y de hierro.

## Yacimientos
La diaforita es un mineral que aparece con frecuencia asociado a otras sulfosales de plata, distinguible solamente mediante microscopía de luz reflejada o mediante otras técnicas instrumentales. Como cristales visibles es más rara. Además de en las localidades tipo, se han  encontrado ejemplares de buena calidad en Silver tunnel,    Brandywine Creek,  Vancouver, Columbia Británica  (Canada). En las minas de plata de Hiendelaencina, Guadalajara (España), se encontraron durante su explotación a mediados del siglo XIX ejemplares de muy buena calidad, que fueron identificados como freieslebenita, ya que la diaforita aún no había sido caracterizada como una especie diferente. Estudios modernos han mostrado que ambas especies están presentes, en ambos casos en ejemplatres que pueden considerarse entre los mejores del mundo para cada una de ellas.